# 清水勝彦
清水 勝彦（しみず かつひこ）は、慶應義塾大学大学院経営管理研究科教授。専門分野は、経営戦略立案・実行とそれに伴う意志決定、戦略評価と組織学習。

## 概要
1986年東京大学法学部卒、1994年ダートマス大学エイモス・タックスクール経営学修士（MBA）、コーポレイトディレクション（プリンシプルコンサルタント）、を経て、2000年テキサス大学経営学博士（Ph.D.）。同年テキサス大学サンアントニオ校助教授、2006年准教授（テニュア取得）を経て、現在は慶應義塾大学大学院経営管理研究科教授。

## 著書
- 『戦略と実行　－組織的コミュニケーションとは何か－』（日経BP社、2011）
- 『組織を脅かすあやしい「常識」』（講談社、2011）
- 『経営の神は細部に宿る』（PHP、2009）
- 『失敗から学んだつもりの経営』（講談社、2008）
- 『経営意思決定の原点』（日経BP社、2008）
- 『戦略の原点』（日経BP社、2007）
- 『その前提が間違いです』（講談社、2007）
- 『なぜ新しい戦略はいつも行き詰まるのか?』（東洋経済新報社、2007）

## 自主研究
- 失敗からの組織的学習
- M&Aを含む経営戦略実行
- 企業の意思変更のタイミング
- 国際化における国文化、企業文化の融合・活用